# Lest Darkness Fall
Lest Darkness Fall é um romance de ficção científica de história alternativa de 1939 do autor americano L. Sprague de Camp. Lest Darkness Fall é similar em conceito a A Connecticut Yankee in King Arthur's Court, de Mark Twain, mas o tratamento é muito diferente.
O autor posterior de história alternativa, Harry Turtledove, disse que isso despertou seu interesse no gênero, bem como seu desejo de estudar história bizantina.

## Enredo
O arqueólogo clássico americano Martin Padway está visitando o Panteão em Roma em 1938. Uma tempestade chega, relâmpagos estalam e ele se vê transportado para Roma em 535 d.C. A península itálica está sob o governo do Reino dos Ostrogodos. O romance descreve seu governo como um despotismo relativamente benevolente, permitindo a liberdade de religião e mantendo a sociedade romana urbana que eles conquistaram, embora a escravidão seja comum e a tortura o método normal de interrogatório.
Na linha do tempo real, o Império Bizantino ou Romano do Oriente se expandiu temporariamente para o oeste, embarcando no que veio a ser conhecido como a Guerra Gótica (535–554). Eles derrubaram os ostrogodos na Itália e os vândalos no norte da África, mas essa guerra devastou a sociedade urbanizada italiana que exigia o suporte da agricultura intensiva e a Itália foi severamente despovoada: estima-se que sua população tenha diminuído de 7.000.000 para 2.500.000. As grandes cidades dos tempos romanos foram abandonadas e os bizantinos nunca consolidaram totalmente seu domínio sobre a Itália, que enfrentou novas invasões dos lombardos; a Itália caiu em um longo período de declínio. Alguns historiadores consideram este o verdadeiro começo da Idade das Trevas na Itália. A cidade de Roma foi sitiada três vezes e muitos de seus habitantes não sobreviveram à guerra. Padway, encontrando-se nesta Roma e sabendo o que o futuro próximo reserva, deve agir não apenas para preservar o futuro da civilização, mas para melhorar suas chances pessoais de sobrevivência.
Padway inicialmente se pergunta se está sonhando ou delirando, mas rapidamente aceita seu destino. Como arqueólogo, ele tem conhecimento suficiente de vários dispositivos usados antes de seu tempo, mas depois do século VI, para ser capaz de reproduzi-los pelos meios disponíveis. Ele pode falar tanto italiano moderno quanto latim clássico, e aprende rapidamente latim vulgar o suficiente para se comunicar efetivamente. Mais crucialmente, Padway leu com grande atenção o livro do historiador Procópio, que descreveu a própria guerra em cujo início Padway se encontra. Ele relembra o livro detalhadamente, detalhando o tempo e a rota dos movimentos dos vários exércitos e suas considerações táticas e estratégicas, bem como as lutas de poder violentas e complicadas dos vários contendores pela realeza gótica. Assim, Padway, na verdade, conhece o futuro direto e imediato do país onde vive e de algumas pessoas individuais que conhece (pelo menos, até que ele aja de uma forma que mude esse futuro). Além desse conhecimento especializado e excepcionalmente útil da guerra atual, Padway tem um interesse geral em história militar, que ele eventualmente consegue colocar em propósitos muito práticos.
A primeira ideia de Padway é fazer um alambique de cobre e vender conhaque para viver. Ele convence um banqueiro, Tomaso, o Sírio, a emprestar-lhe capital inicial para começar seu empreendimento. Ele ensina a seus funcionários e aos de Tomaso algarismos arábicos e contabilidade de partidas dobradas. Ele eventualmente desenvolve uma prensa de impressão, emite um jornal e constrói um sistema de telégrafo de semáforo rudimentar utilizando pequenos telescópios. No entanto, ele falha em produzir um relógio mecânico e temporariamente interrompe seus experimentos tentando reinventar a pólvora e os canhões. Ele se envolve cada vez mais na política do estado enquanto a Itália é invadida pelos bizantinos e também ameaçada pelo norte.
Padway resgata o rei recentemente deposto Teodato e se torna seu questor. Ele usa o apoio do rei para reunir forças para derrotar o formidável general bizantino Belisário. Ele consegue surpreender Belisário com táticas nunca usadas no mundo antigo. Então, enganando o exército dálmata, Padway restabelece o senil Teodato e aprisiona o rei Vitige como refém. Em 537, quando Vitige é morto e Teodato desce à loucura, Padway tem um protegido seu, Urias, casado com Matasunta e coroado rei dos ostrogodos. Ele engana Justiniano I para que liberte Belisário de seu juramento de lealdade e rapidamente convoca o gênio militar para comandar um exército contra os francos.
O desembarque de um exército bizantino em Vibo, liderado por João, o Sanguinário, e uma rebelião, liderada pelo filho de Teodato, ameaçam o reino ostrogodo e seu exército é destruído no Vale Crathis. Padway reúne uma nova força, espalha uma "proclamação de emancipação" para os servos italianos e convoca Belisário após sua derrota dos francos. Os exércitos se enfrentam perto de Calácia e depois Benevento. Apesar da falta de disciplina de suas forças góticas, alguns truques táticos simples e a chegada em cima da hora de Belisário garantem a vitória de Padway.
No final do romance, Padway estabilizou o reino ítalo-gótico, introduziu uma constituição, organizou o fim da servidão, libertou os burgúndios e está construindo barcos para uma expedição atlântica para adquirir tabaco. O rei dos visigodos nomeou Urias como seu herdeiro, reunificando os godos. Em última análise, devido às ações de Padway, a Europa não experimentará o que os pensadores do Iluminismo chamaram retrospectivamente de Idade das Trevas: "a escuridão não cairá".

## Personagens principais
- Martin Padway (autolatinizado como Martinus Paduei): Protagonista. Transportado da Roma de 1938 para sua equivalente de 535.
- Nevitta, filho de Nevitta Gummund: Fazendeiro gótico, melhor amigo de Padway na Roma antiga.
- Tomaso, o Sírio: Banqueiro de confidente de Padway. Frequentemente invoca no nome de Deus, especialmente quando briga.
- Fritharik, filho de Staifan: Nobre vândalo deposto, que se torna guarda-costas e braço direito de Padway. Muitas vezes lamenta a perda de sua propriedade em Cartago e observa que todos eles acabarão em sepulturas sem identificação.
- Júlia de Apúlia: Uma criada contratada por Padway que tem um caso de uma noite com ele.
- Dorothea: Filha de Cornélio Anício e interesse amoroso de Padway.
- Leo Vekkos: Médico grego chamado por Nevitta, contra os protestos de Padway, para tratar seu resfriado.
- Conde Honório: Prefeito/governador da cidade.
- Liuderis: Comandante da guarnição dos godos em Roma.
- Teodato: Rei dos ostrogodos e italianos. Ele é deposto e substituído por Vitige, mas é trazido de volta sob a influência de Padway.
- Thiudegiskel: O filho pomposo de Teodato. Ele geralmente é encontrado cercado por seu bando de amigos, usando sua posição para colocar qualquer um que o provoque em apuros.
- Urias: Sobrinho  de Vitige e aliado de Padway. Torna-se rei com a ajuda de Padway depois que Teodato não está mais apto a governar.
- Matasunta: Filha de Amalasunta e o outro interesse amoroso de Padway. O breve romance deles é interrompido quando ela decide, para o horror de Padway, acabar com qualquer competição. Padway a coloca com Urias, com quem ela se casa.
- Belisário: General do Império Romano do Oriente. Eventualmente persuadido por Padway a se juntar ao exército gótico.

## História da publicação
Uma versão novela foi publicada pela primeira vez em Unknown #10, dezembro de 1939. O romance completo foi publicado pela Henry Holt and Company em 24 de fevereiro de 1941 e reimpresso por ambas Galaxy Publishing e Prime Press em 1949. A primeira edição britânica foi publicada em capa dura pela Heinemann em 1955. A primeira edição em brochura foi publicada pela Pyramid Books em fevereiro de 1963 e reimpressa em agosto de 1969. Uma edição posterior em brochura foi lançada pela Ballantine Books em agosto de 1974 e reimpressa em 1975, 1979 e 1983; a edição Ballantine também foi lançada em capa dura pelo Science Fiction Book Club em abril de 1979 e reimpressa em 1996. A importância da obra foi reconhecida por sua inclusão na série The Masterpieces of Science Fiction da The Easton Press em 1989. O livro também foi coletado com a novela de David Drake, "To Bring the Light" em Lest Darkness Fall and To Bring the Light (Baen Books, 1996), com outras obras de De Camp em Years in the Making: the Time-Travel Stories of L. Sprague de Camp (NESFA Press, 2005), e com obras de outros autores em Lest Darkness Fall and Related Stories (Phoenix Pick, 2011). Uma edição em e-book foi publicada pelo selo SF Gateway de Gollancz em 29 de setembro de 2011, como parte de um lançamento geral das obras de de Camp em formato eletrônico. A revista Galaxy's Edge reimprimiu Lest Darkness Fall em quatro edições a partir de agosto de 2014, repetindo um erro tipográfico que aparece em Lest Darkness Fall and Related Stories ("have" para "lave" na cena de sedução de Padway).

## Sequelas por outros escritores
Várias continuações de contos para Lest Darkness Fall, escritas por outros autores, apareceram ao longo dos anos. "The Apotheosis of Martin Padway", escrito por S. M. Stirling, apareceu na antologia de tributo de Harry Turtledove de 2005 em homenagem a L. Sprague de Camp, The Enchanter Completed, e na antologia de Arc Manor de 2011, Lest Darkness Fall and Related Stories. Ela oferece vislumbres do que poderia ter se tornado da realidade que Padway alterou, tanto durante sua velhice quanto algumas centenas de anos depois.
"Temporal Discontinuity" de David Weber, apareceu na segunda edição da antologia Arc Manor, renomeada Lest Darkness Fall and Timeless Tales Written in Tribute (2021); foi recentemente encomendada para a edição. É outra sequência direta, embora incompatível com "The Apotheosis of Martin Padway" de Stirling. Assim como "Apotheosis", também envolve uma viajante do tempo do futuro investigando as perturbações temporais de Padway, só que ela acha que ele é um criminoso de seu próprio tempo que decidiu mudar a linha do tempo de propósito - um crime punível com a morte. Quando a agente Yawen Clasen-Hamatti confronta Padway pessoalmente, ela descobre seu erro e tem um dilema moral em suas mãos.
A outra história, "The Fake Pandemic", de Harry Turtledove, também foi encomendada para a segunda edição da antologia Arc Manor. Também é uma sequência direta do romance de De Camp, compatível com o de Stirling, mas não com o de Weber. Nela, Padway recruta o jurista bizantino Triboniano em um esforço para impedir a Praga de Justiniano. A história acompanha Triboniano enquanto ele tenta obter a permissão e o apoio do imperador Justiniano I para fazer exatamente isso, e o acompanha em sua missão bem-sucedida, embora ingrata (Justiniano pode apoiá-lo, mas está longe de ser grato).

## Obras relacionadas
Depois de Lest Darkness Fall, de Camp escreveu duas obras subsequentes com temas semelhantes: "The Wheels of If" (1940) e "Aristotle and the Gun" (1958).
Respostas diretas a Lest Darkness Fall incluem as histórias "The Deadly Mission of Phineas Snodgrass" (1962) de Frederik Pohl, e "The Man Who Came Early" (1956) de Poul Anderson. No conto de Pohl, um homem viaja de volta a 1 a.C. e ensina medicina moderna, causando uma explosão populacional. Termina com a linha do tempo alternativa fantasticamente superpovoada enviando alguém de volta para assassinar o personagem-título, permitindo que a escuridão caia sobre bilhões de agradecidos. Foi reimpresso nas antologias The Enchanter Completed (2005) e Lest Darkness Fall and Related Stories (2011). A peça de Anderson é um conto de um aviador americano enviado por uma tempestade (como Padway) para a Islândia da Era Saga; neste caso, o resultado se mostra trágico devido a mal-entendidos culturais e um ajuste ruim entre as tentativas de inovação do protagonista e as necessidades locais.
Outra história inspirada em Lest Darkness Fall é "To Bring The Light", de David Drake, publicada junto com o original na dupla de 1996 da Baen, Lest Darkness Fall and To Bring The Light e a antologia de 2011 Lest Darkness Fall and Related Stories. Esta história apresenta Flavia Herosilla, uma mulher bem-educada que vivia na Roma antiga em seu auge. Assim como Padway, ela é enviada de volta no tempo por um raio, no caso dela para a era dos primórdios de Roma por volta de 751 a.C. Diferentemente de Padway, que tenta mudar a história, Flavia tenta recriar a fundação de Roma com base nas lendas que ela conhece. Mas há um detalhe que ela quer mudar. As lendas contam que no dia da fundação de Roma, Rômulo matou seu irmão Remo - e enquanto estava no processo de garantir que Roma seria fundada, Flávia Herosila se apaixonou por Remo.
Várias edições de Lest Darkness Fall, incluindo aquela impressa com "To Bring the Light", repetem um erro na sequência em que Padway e Julia, da Apúlia, estão montando sua aventura de uma noite: no texto original, um Padway um tanto embriagado diz que os pés sujos de Julia formam uma barreira e "Devo lavar as extremidades dos pedais...". Aparentemente, algum editor não reconheceu "lave" como sinônimo de "wash" e transformou a palavra em "have".

## Recepção
Jo Walton escreveu: "Em 1939, L. Sprague de Camp teve uma das ideias maravilhosas da ficção científica, o homem tirado de seu tempo para uma época de menor tecnologia... Assim que Padway chega, ele abaixa a cabeça e começa a se concentrar no que torna esses livros tão divertidos—improvisar tecnologia a partir do que ele conhece e pode encontrar ao seu redor. Padway começa com destilação e contabilidade de partidas dobradas e faz seu caminho até jornais e heliografias... Quanto mais você conhece história, mais você pode ver o quão inteligente o livro é... De Camp foi um historiador da tecnologia. Seu The Ancient Engineers (1963) é um... fascinante livro de não ficção." Afirmando que "é uma excelente introdução à Roma na época da invasão gótica", Carl Sagan listou Lest Darkness Fall em 1978 como um exemplo de como a ficção científica "pode transmitir pedaços, dicas e frases de conhecimento desconhecido ou inacessível ao leitor".
Boucher e McComas elogiaram o romance como "uma versão espirituosa do tema Ianque de Connecticut, distinguida por sua tradição da Roma gótica". Algis Budrys chamou-o de "maravilhoso", classificando-o como "Talvez o melhor [livro] que DeCamp já escreveu". P. Schuyler Miller escreveu que "Ao lado da "Máquina do Tempo" de Wells, este poderia ser o melhor romance de viagem no tempo já escrito".